# Emanuele Cozzolino
Emanuele Cozzolino (Fiesole, 19 février 1981) est un homme politique italien.

## Biographie
En 2013, il est élu député de la circonscription Vénétie 2 pour le Mouvement 5 étoiles.